# Wolfgang Gampe
Wolfgang Gampe (* 2. August 1928 in Naunhof; † 14. Februar 1999 in Meißen) war ein deutscher Agrarwissenschaftler, Hochschullehrer und Funktionär in der Deutschen Demokratischen Republik (DDR). Er war 1990 Präsident der Agrarwissenschaftlichen Gesellschaft der DDR (awig).

## Leben
Gampe, Sohn eines Maurers, besuchte nach der Volksschule die Wirtschaftsoberschule in Leipzig. Nach dem Ende des Zweiten Weltkriegs wurde er kurzzeitig durch sowjetische Truppen im ehemaligen Konzentrationslager Buchenwald interniert, kam jedoch noch 1945 wieder frei und begann im elterlichen Bauernhof mit zu arbeiten.
1950/51 besuchte er die Fachschule für Landwirtschaft in Wurzen, studierte danach bis 1954 an der Universität Leipzig und wurde Diplom-Landwirt. Nach zweijähriger Tätigkeit als Lehrer an der Fachschule für Landwirtschaft in Stadtroda wurde er wissenschaftlicher Mitarbeiter der Deutschen Akademie der Landwirtschaftswissenschaften (DAL). 1958 bis 1960 war er Abteilungsleiter der neu gegründeten Forschungsstelle für Agrarökonomik der DAL in Anklam.
1960 wurde Gampe mit der Arbeit „Methoden zur Ermittlung der Arbeitsproduktivität in den Landwirtschaftlichen Produktionsgemeinschaften (LPG)“ an der Universität Leipzig promoviert. Im selben Jahr trat er in die Sozialistische Einheitspartei Deutschlands (SED) ein und wurde Mitglied der Kreisleitung Anklam.
Von 1962 bis 1965 war Gampe Vorsitzender der LPG in Neetzow und Mitglied des Landwirtschaftsrats des Kreises Anklam. 1965 wechselte er an die LPG-Hochschule Meißen und wurde Dozent für sozialistische Betriebswirtschaft. 1967 wurde er habilitiert und war bis 1971 Professor mit Lehrstuhl und Direktor des Instituts für Betriebswirtschaft und zugleich wissenschaftlicher Direktor der Lehr- und Versuchsguts in Kalkreuth. 1966 bis 1969 war er zusätzlich Berater beim DDR-Fernsehen, dem Deutschen Fernsehfunk (DFF). 1968 wurde er Kandidat für die DAL.
Im Herbst 1971 geriet Gampe wegen seiner Kritik an der Wirtschaftspolitik der DDR in Konflikt mit der Partei- und Staatsführung. Er wurde aus dem Lehramt abberufen, seine Kandidatur für die DAL annulliert. Bis 1979 blieb er Direktor des Guts Kalkreuth.
1979 bis 1985 war Gampe Professor an der Martin-Luther-Universität Halle und konnte dann an die Hochschule für LPG zurückkehren. 1989 wurde er Direktor des Bereichs Betriebsorganisation. Im März 1990, nach der Wende und der friedlichen Revolution in der DDR, wurde er von der aus der DAL hervorgegangenen Akademie der Landwirtschaftswissenschaften (ADL) offiziell rehabilitiert und im August desselben Jahres zum Präsidenten der Agrarwissenschaftlichen Gesellschaft der DDR gewählt. Bis zu seinem Ruhestand 1994 war er zudem Gastdozent an der Technischen Universität Dresden und Leiter des von ihm im Auftrag der TU aufgebauten Instituts für Allgemeine Ökologie und Umweltschutz.

## Schriften (Auswahl)
- Sozialistische Betriebswirtschaftslehre der Landwirtschaft – Handbuch, Berlin 1986.